# Я покрию берегову лінію
Я покрию берегову лінію (англ. I Cover the Waterfront) — американська мелодрама режисера Джеймса Круза 1933 року.

## Сюжет
Газетний репортер Х. Джозеф Міллер веде розслідування про контрабандистів Сан-Дієго, які перевозять товар через берегову лінію.

## У ролях
- Бен Лайон — Х. Джозеф «Джо» Міллер
- Клодетт Колбер — Джулія Кірк
- Ернест Торренс — Елі Кірк
- Хобарт Кавано — МакКой
- Моріс Блек — Ортегус — старпом Кірка
- Пернелл Претт — Джон Фелпс (редактор газети, бос Міллера)
- Гаррі Бересфорд — старий Кріс (рятувальник)
- Вілфред Лукас — Рендалл (офіцер берегової охорони)